# Сарацин (бронетранспортёр)
«Сарацин» (англ. Saracen) — британский колёсный бронетранспортёр 1950-х годов. По внутренней сквозной системе обозначений британской бронетехники имел индекс FV603. Создан фирмой «Олвис» в 1947—1952 по заказу Британской Армии, в рамках разработки семейства бронетехники различного назначения на общей базе. Серийно производился «Олвис» с 1953 по 1970 год, всего было выпущено, по разным данным, от 1049 до 1838 бронетранспортёров этого типа в различных вариантах. Из выпущенных машин 603 поступили на вооружение Британской Армии, в которой они оставались основным типом бронетранспортёра вплоть до замены более современным FV432 в 1960-х годах, после чего использовались на второстепенных ролях по меньшей мере до 1980-х годов, и по состоянию на 2007 год, всё ещё окончательно не сняты с вооружения. Значительное количество «Сарацинов» было также поставлено на экспорт в ряд стран, и хотя в большинстве из них они также были заменены более совершенной техникой, некоторое количество «Сарацинов», по состоянию на 2007 год, всё ещё остаётся на вооружении.

## Боевое применение
Один из крупнейших военных конфликтов, в котором участвовали бронетранспортёры «Сарацин» является кувейтско-иракская война 1990 года. Перед войной у Кувейта имелось 130 таких бронетранспортёров. В ходе двух дней войны все они были уничтожены или захвачены.

## Состоял на вооружении
- Бахрейн — 8 единиц, сняты с вооружения[2]
- Великобритания — 603 единицы, из них по состоянию на 2007 год остаётся 1[3]
- Индонезия — по разным оценкам, от 56 до 78 единиц[2], из них по состоянию на 2007 год остаётся 45, в том числе 14 модернизированных[4]
- Иордания — 60 единиц[2], из них по состоянию на 2007 год остаётся 30[5]
- Катар — 25 единиц, сняты с вооружения[2]
- Кувейт — 130 единиц, сняты с вооружения, все потеряны в войне с Ираком[2]
- Ливия — 70 единиц, сняты с вооружения[2]
- Мавритания — 5 единиц, по состоянию на 2007 год[6]
- Нигерия — 20 единиц[2], из них по состоянию на 2007 год остаётся 10[7]
- Нидерланды — 42 единицы, сняты с вооружения[2]
- ОАЭ — 12 единиц, сняты с вооружения[2]
- Судан — 49 единиц, сняты с вооружения[2]
- Таиланд — 20 единиц, сняты с вооружения[2]
- Шри-Ланка — 24 единицы[2], из них по состоянию на 2007 год остаётся 21[8], находятся на хранении
- ЮАР — в период с 1953 по 1956 год было заказано 280 единиц. Все эксплуатирующиеся машины были отремонтированы в 1979 году, а некоторые были проданы местным подрядчикам по обеспечению безопасности; по крайней мере один был модифицирован танковой башней Comet для испытаний Rooikat. Сняты с вооружения Южно-Африканского бронетанкового корпуса в 1991 году.